# Wakhi (Sprache)
Wakhi oder Wachi (Wakhi: وخی) ist eine iranische und damit indogermanische Sprache, die im Wachankorridor, also in der Grenzregion zwischen Afghanistan, Pakistan, Tadschikistan und China von den ethnischen Wachi gesprochen wird.

## Geografische Verbreitung
Wakhi wird im Wachankorridor in Afghanistan, Pakistan, Tadschikistan und China gesprochen.

### Afghanistan
In Afghanistan sprechen rund 18.000 Menschen Wakhi, vor allem im Distrikt Wachan der Provinz Badachschan.

### Tadschikistan
In Tadschikistan sprechen rund 16.000 Menschen Wachi, hauptsächlich im Süden der autonomen Provinz Berg-Badachschan.

### China
In China wird Wachi im Autonomen Kreis Taschkorgan der Provinz Xinjiang gesprochen. Iranische Völker werden als "Tadschiken" zusammengefasst, Wakhi ist nach Sarikoli die meistgesprochene iranische Sprache Chinas.

### Pakistan
In Pakistan wird Wachi im Norden des Landes gesprochen, eine genaue Sprecherzahl ist unbekannt. Die meisten Wachi leben im Sonderterritorium Gilgit-Baltistan, welches auch von Indien beansprucht wird, und im Distrikt Chitral (Provinz Khyber Pakhtunkhwa). Ethnologue schätzte die Sprecherzahl 2016 auf 20.000.